# David Perel

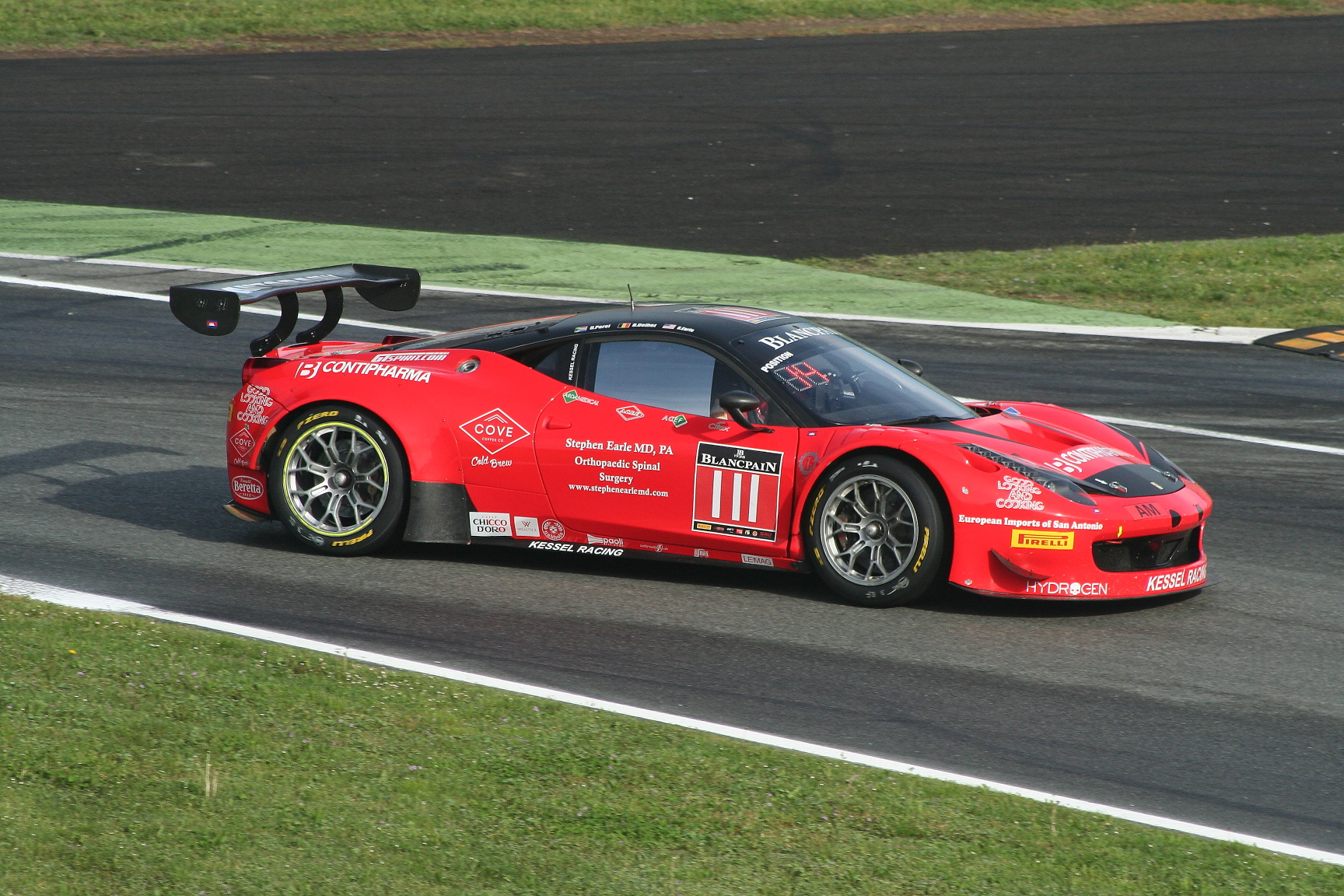
Der von David Perel 2016 gefahrene Ferrari 488 Italia GT3

David Slingsby Perel (* 7. Mai 1985 in Kapstadt) ist ein südafrikanischer Autorennfahrer.

## Karriere im Motorsport
Nach Anfängen im Kartsport begann die Monopostokarriere von David Perel 2008 in der südafrikanischen Formel-Volkswagen-Meisterschaft, wo er bis 2014 aktiv blieb. Seine beste Meisterschaftsplatzierung war der 9. Rang 2014.
Nach der Übersiedlung nach Europa wechselte er in den GT- und Sportwagensport. Er startete in der Lamborghini Super Trofeo Europe und beendete den GT-Cup der italienischen GT-Meisterschaft 2015 im Lamborghini Gallardo an der zweiten Stelle. Weitere Meisterschaftserfolge gelangen David Perel sowohl in der Blancpain GT als auch in der Blancpain Endurance Series, wo 2017 jeweils die GT-Am-Klasse im Sprint Cup gewann. 2020 wurde er gemeinsam mit Michael Broniszewski im Kessel-Racing-Ferrari 488 GTE Evo Zweiter in  der GTE-Klasse der European Le Mans Series und 2021 für Rinaldi Racing Dritter in der Asian Le Mans Series.
Sein Debüt beim 24-Stunden-Rennen von Le Mans endete 2021 nach einem Unfall vorzeitig.

## Statistik

### Le-Mans-Ergebnisse
| Jahr | Team           | Fahrzeug            | Teamkollege  | Teamkollege    | Platzierung | Ausfallgrund |
| ---- | -------------- | ------------------- | ------------ | -------------- | ----------- | ------------ |
| 2021 | Spirit of Race | Ferrari 488 GTE Evo | Matt Griffin | Duncan Cameron | Ausfall     | Unfall       |
| 2022 | Spirit of Race | Ferrari 488 GTE Evo | Matt Griffin | Duncan Cameron | Rang 43     |              |

### Einzelergebnisse in der FIA-Langstrecken-Weltmeisterschaft
| Saison | Team           | Rennwagen       | 1   | 2   | 3   | 4   | 5   | 6   |
| ------ | -------------- | --------------- | --- | --- | --- | --- | --- | --- |
| 2021   | Spirit of Race | Ferrari 488 GTE | SPA | POR | MON | LEM | BAH | BAH |
| 2021   | Spirit of Race | Ferrari 488 GTE | DNF |     |     |     |     |     |
| 2022   | Spirit of Race | Ferrari 488 GTE | SEB | SPA | LEM | MON | FUJ | BAH |
| 2022   | Spirit of Race | Ferrari 488 GTE | 43  |     |     |     |     |     |